# Нкойя
Нкойя (другие названия: манкойя, банкойя), — народ в Центральной Африке, проживающий преимущественно на западной территории Замбии, а также на границе с Анголой. 
Представители данного народа говорят на языке шинкойя.
На начало 90-х годов их численность составляла приблизительно 190 тыс.чел.
В основном нкойя придерживаются традиционных верований (культ предков, поклонение огню), но среди них есть также и христиане.
Большинство населения занимается земледелием. Среди основных выращиваемых культур находятся орго, кукуруза, овощи. Распространены охота, собирательство и скотоводство (крупный и мелкий рогатый скот). Развиты различные ремесла: плетение, резьба по дереву и кости.
Сегодня существует тенденция к оттоку части населения в города для заработков.
Сохраняется принцип родовой организации общины.

## История
В  1700 году Нкойя создали королевство Мутондо. Первым королём Мутондо был Лебупе, который правил страной с 1700 года. В XIX веке королевству Мутондо удалось сохранить свою независимость в борьбе с соседними королевствами Лози и Балози. В конце XIX века приняли протекторат Великобритании. Короли Мутондо продолжают править своим народом, с 2012 года у власти король Мутондо XIII.